# 330 v.Chr.

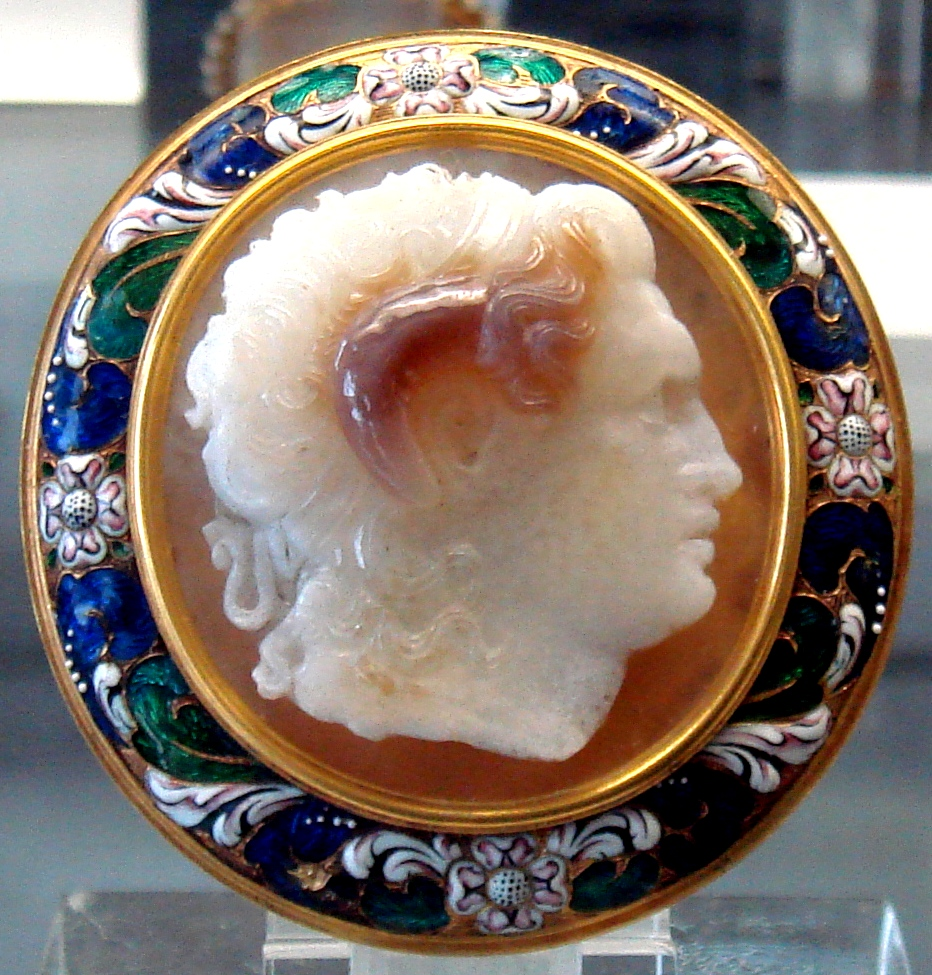
Alexander de Grote

Het jaar 330 v.Chr. is een jaartal in de 4e eeuw v.Chr. volgens de christelijke jaartelling.

## Gebeurtenissen

### Perzië
- Alexander de Grote verslaat de Perzen bij de Perzische Poort, een bergpas in Iran.
- 30 januari - De stad Persepolis wordt door het Macedonische leger geplunderd en door brand verwoest.
- 17 juli - Koning Darius III wordt in Bactrië door de Perzische satraap Bessus vermoord. Het Perzische Rijk houdt op te bestaan.
- De Macedonische edelman Harpalus wordt in Babylon belast met het beheer van de buitgemaakte Perzische schatten.
- Alexander de Grote sticht de stad Alexandria Ariana (Herat) in Afghanistan.

### Macedonië
- Philotas de zoon van Parmenion wordt beschuldigd van een samenzwering tegen Alexander de Grote, hij wordt geëxecuteerd.
- In Medië wordt Parmenion op bevel van Alexander de Grote door Cleander en Sitalces, twee Macedonische officieren, vermoord.

### Griekenland
- In Arcadië verslaat Antipater de Spartanen bij Megalopolis. In de veldslag sneuvelt koning Agis III van Sparta.

### Europa
- De Griekse ontdekkingsreiziger Pytheas vertrekt uit Marseille voor een tocht die hem, deels over land maar grotendeels over zee, langs de West-Europese kusten en Engeland voert.
- Koning Archgallo (330 - 326 v.Chr.) bestijgt de troon en regeert als een tiran over Brittannië.

### China
- De Qin-staat verovert de westoever van de Gele Rivier.
- De Zhao-staat onderwerpt de barbaren in het noordwesten.

## Geboren
- Mithridates I, stichter van het koninkrijk Pontus (waarschijnlijke datum)

## Overleden
- Agis III (~400 v.Chr. - ~330 v.Chr.), koning van Sparta (70)
- Arete van Cyrene (~400 v.Chr. - ~330 v.Chr.), Grieks filosofe (70)
- Darius III (~380 v.Chr. - ~330 v.Chr.), koning van Perzië (50)
- Ephorus (~405 v.Chr. - ~330 v.Chr.), Grieks historicus (75)
- Parmenion (70), Macedonische veldheer
- Philotas, Macedonische officier en zoon van Parmenion
- Theopompus (~380 v.Chr. - ~330 v.Chr.), Grieks historicus en redenaar (50)